# Burg Beilstein (Westerwald)
Die Burg Beilstein ist die Ruine einer Höhenburg in der zur Gemeinde Greifenstein gehörigen Ortschaft Beilstein etwa 10 Kilometer südwestlich von Herborn und 17 Kilometer nordwestlich der Stadt Wetzlar im Lahn-Dill-Kreis in Hessen.

## Lage
Sie befindet sich im östlichen Westerwald in Hessen nahe zur Grenze nach Rheinland-Pfalz. Die Burgruine liegt nur wenige Meter über dem gleichnamigen Ort, der selbst auf einer Höhe von etwa 355 Meter über NN im Tal des Ulmbachs gelegen ist.

## Geschichte

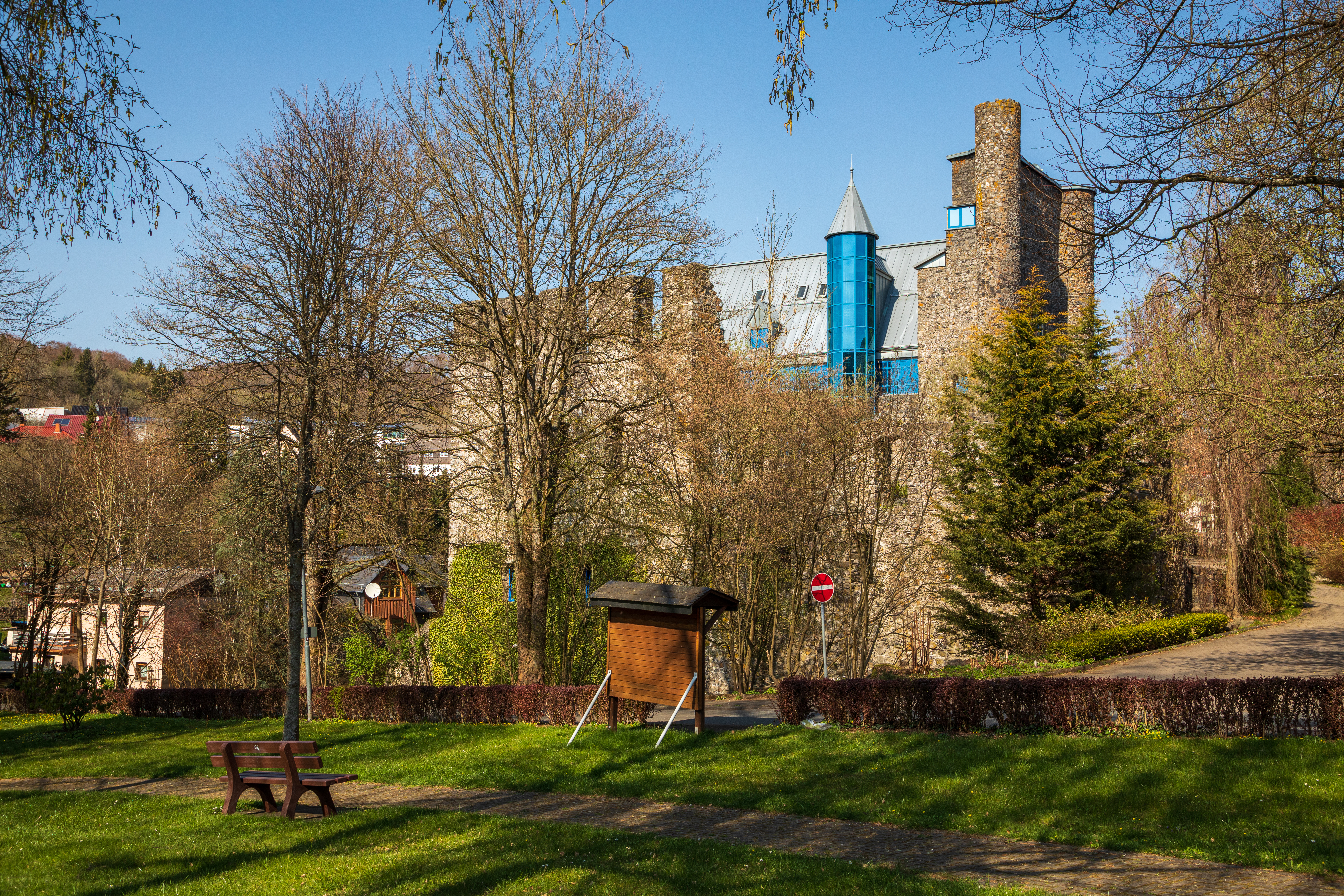
Die sanierte Burg Beilstein (April 2020)

Erstmals urkundlich erwähnt wurden die Herren von Beilstein im Jahr 1129, die wohl auch zu jener Zeit mit dem Bau der Burg auf den Resten einer älteren, aber zerstörten Burganlage begonnen hatten. Erster bekannter Vertreter dieser Familie war Kraft von Beilstein. Er war Vogt des Bistums Worms im Kalenbacher Zehnt. Um 1226 gelangten die Grafen von Nassau in den Besitz der Anlage. Es gelang ihnen, die Herren von Beilstein aus der Burg zu verdrängen, da sie den Kalenbacher Zehnt als Lehen der Landgrafen von Thüringen erhalten hatten. Die Herren von Beilstein verlegten ihren Herrschaftsmittelpunkt in die Burg Lichtenstein.
Die Grafen von Nassau bauten die Burg weiter aus. In der ersten Hälfte des 14. Jahrhunderts wurde der heutige Palas erbaut, der eine Grundfläche von etwa 23 mal 9 Metern besaß und mit seinen dreieinhalb Stockwerken eine Höhe von gut 13 Metern hatte. Die beiden Endseiten waren schildmauerähnlich ausgebaut und hatten an ihren Ecken zur Verstärkung je eine Tourelle. Zur südlichen und bergzugewandten Seite hin waren die Wirtschaftsgebäude durch einen Graben gesichert. Im Jahr 1321 erhielt Johann von Nassau-Dillenburg Stadtrechte für die Siedlung an der Burg.
Durch die Erbteilung des Hauses Nassau-Dillenburg entstand 1343 die eigenständige Linie Nassau-Beilstein. Unter ihrer Herrschaft wurde die Burg immer wieder erweitert und umgebaut. Die Linie residierte bis zu ihrem Erlöschen 1561 in der Burg. Danach fiel die Burg wieder an die Linie Nassau-Dillenburg, die sie als Amtsgebäude nutzte. 1572 bis 1575 lebte hier Anna von Sachsen, die verstoßene Ehefrau von Wilhelm von Oranien, mit ihrer vermutlich unehelichen Tochter Christine von Diez. Eine letzte große Erweiterung erfolgte von 1614 bis 1618 durch Georg von Nassau-Beilstein. Diese Arbeiten leitete Konrad Rossbach. Nachdem Georg im Jahr 1620 seinen Regierungssitz nach Dillenburg verlegte, verlor die Burg Beilstein ihre Residenzfunktion und diente nur noch als Amtsgebäude.
Nach dem Dreißigjährigen Krieg verlor die Anlage immer mehr an Bedeutung und verfiel. Sie wurde 1812 „auf Abbruch“ verkauft, wobei auch weite Teile des Palas in der Folgezeit abgetragen wurden. Erste Sicherungsmaßnahmen erfolgten erst im 20. Jahrhundert.
Bis zu Beginn des 21. Jahrhunderts war das Erscheinungsbild der Burg geprägt von der noch hoch aufragenden südöstlichen Seite des Palasgebäudes mit seinen zwei Tourellen. Eine Besteigung der Ruine, in der sich zeitweilig eine Gaststätte befand, war möglich. Während einige Wirtschaftsgebäude noch bewohnt waren bzw. die Gaststätte beherbergten, waren die übrigen Gebäude der Vorburg sowie der nordwestliche Teil des Palas Ruine.

## Heutige Nutzung
Mittlerweile wurde unter Bewahrung der noch vorhandenen Gebäudeteile in der Ruine des Palas ein postmoderner Neubau errichtet, dessen Fassade überwiegend aus Stahl und Glas besteht und der sich in seinen Ausmaßen an den historischen Vorgängerbau anlehnt. In der Anlage befindet sich heute ein Wohnheim für behinderte Menschen, sodass nur eine Besichtigung der Außenanlagen möglich ist.

## Anlage
Der optisch herausragende Bauteil der Burg ist ein Kemenatenbau. An seiner Südseite ist noch eine etwa 19,5 Meter hohe und drei bis vier Meter starke Schildmauer vorhanden.